# Дворянинов, Пётр Павлович
Пётр Па́влович Дворянинов (4 сентября 1875 — после 1917) — член III Государственной Думы от Тверской губернии, крестьянин.

## Биография
Православный, крестьянин деревни Блазново Самушкинской волости Осташковского уезда.
Окончил земскую сельскохозяйственную школу. Занимался земледелием (4 десятины надельной и 15 десятин собственной земли). Служил конторщиком в Обществе потребителей при пороховых заводах в Санкт-Петербурге, а также в Петербургском политехническом институте (до 1904). До избрания в Думу три года служил волостным старшиной.
В 1907 году был избран в члены III Государственной думы от Тверской губернии съездом уполномоченных от волостей. Входил во фракцию правых, со 2-й сессии — в группу беспартийных. Состоял членом комиссии о мерах борьбы с пьянством.
Дальнейшая судьба неизвестна. Был женат.